# Cànoves i Samalús
Cànoves i Samalús este o localitate în Spania în comunitatea Catalonia în provincia Barcelona. În 2006 avea o populație de 2.490 locuitori. Este situat in comarca Vallès Oriental.
1. ↑  Nomenclátor Geográfico de Municipios y Entidades de Población (20240402 edition)